# Stamhuset Rathlousdal
Stamhuset Rathlousdal er et stamhus der blev oprettet 7. august 1749 og ophørte i 1921, bestående af
hovedgårdene Rathlousdal og Gersdorffslund og Sophienlund i alt ca. 279 tdr. hartkorn af alle slags. Jordtilliggendet udgør 1.496 . Skovarealet var 1.402 tdr. land. 

## Besiddere
- (1752-1771) Dorothea Sophie Joachimsdatter von Schack
- (1771-1800) Joachim Otto Schack Rathlou
- (1800-1828) Christian Frederik von Holstein-Rathlou
- (1828-1846) Niels Rosenkrantz von Holstein-Rathlou
- (1846-1850) Niels Rosenkrantz von Holstein-Rathlou
- (1850) Julie von Leitner
- (1850-1919) Christian Frederik Emil von Holstein-Rathlou
- (1919-1957) Adolf Viggo Rudolf Huno von Holstein-Rathlou

## Eksterne kilder og henvisninger
- Odder Sogn i J.P. Trap: Kongeriget Danmark, udarbejdet af H. Weitemeyer (3. udgave, 5. bind, 1906)